# شعب لوكو
اللوكو هم إحدى المجموعات القومية الأصلية في سيراليون. يسمون محليًا بالَندوغو (Landogo)، لكن المجموعات الأخرى تشير إليهم باسم لوكو. يتحدثون لغة جنوب غرب ماندي التي تسمى أيضًا لوكو. يعيش أغلبهم في المقاطعة الشمالية من البلاد، لا سيما في منطقة بومبالي، وحول العاصمة فريتاون في مجتمعات مثل ريجنت. تشمل المدن الإقليمية المهمة تامبياما وكالانجبا وجبيندمبو، على الرغم من أن مجموعات أخرى مثل شعوب ماندينغو وفولا وتيمني تعيش هناك أيضًا.
تنتمي جماعة لوكو إلى المجموعة الأكبر من شعوب ماندي التي تعيش في جميع أنحاء غرب إفريقيا. إن جماعة لوكو هم في الغالب مزارعون وصيادون. يعتقد لبوكو أن معظم القوى الإنسانية والعلمية تنتقل عبر المجتمعات السرية، مثل كبنغباني.
يمارس شعب لوكو أيضًا ممارسات مجتمع بوندو السري الذي يهدف إلى ترسيخ المواقف المتعلقة ببلوغ الفتيات بشكل تدريجي ولكن بحزم، ومناقشات حول الخصوبة والأخلاق والسلوك الجنسي المناسب. يحافظ المجتمع أيضًا على اهتمامه برفاهية أعضائه طوال حياتهم.